# Saint-Rémy-l'Honoré
Saint-Rémy-l'Honoré és un municipi francès, situat al departament d'Yvelines i a la regió de Illa de França. L'any 2007 tenia 1.393 habitants.
Forma part del cantó d'Aubergenville, del districte de Rambouillet i de la Comunitat de comunes Cœur d'Yvelines.

## Demografia

### Població
El 2007 la població de fet de Saint-Rémy-l'Honoré era de 1.393 persones. Hi havia 498 famílies, de les quals 100 eren unipersonals (44 homes vivint sols i 56 dones vivint soles), 173 parelles sense fills, 201 parelles amb fills i 24 famílies monoparentals amb fills.
La població ha evolucionat segons el següent gràfic:
Habitants censats

### Habitatges
El 2007 hi havia 570 habitatges, 501 eren l'habitatge principal de la família, 43 eren segones residències i 25 estaven desocupats. 483 eren cases i 80 eren apartaments. Dels 501 habitatges principals, 418 estaven ocupats pels seus propietaris, 66 estaven llogats i ocupats pels llogaters i 17 estaven cedits a títol gratuït; 15 tenien una cambra, 37 en tenien dues, 43 en tenien tres, 63 en tenien quatre i 342 en tenien cinc o més. 444 habitatges disposaven pel capbaix d'una plaça de pàrquing. A 174 habitatges hi havia un automòbil i a 319 n'hi havia dos o més.

### Piràmide de població
La piràmide de població per edats i sexe el 2009 era:
| Homes | Edats   | Dones |
| ----- | ------- | ----- |
| 0     | 95 o +  | 0     |
| 0     | 90 a 94 | 4     |
| 4     | 85 a 89 | 8     |
| 0     | 80 a 84 | 4     |
| 8     | 75 a 79 | 12    |
| 20    | 70 a 74 | 20    |
| 24    | 65 a 69 | 12    |
| 44    | 60 a 64 | 44    |
| 36    | 55 a 59 | 52    |
| 96    | 50 a 54 | 80    |
| 48    | 45 a 49 | 56    |
| 44    | 40 a 44 | 52    |
| 44    | 35 a 39 | 28    |
| 36    | 30 a 34 | 52    |
| 24    | 25 a 29 | 40    |
| 32    | 20 a 24 | 20    |
| 76    | 15 a 19 | 28    |
| 64    | 10 a 14 | 24    |
| 36    | 5 a 9   | 40    |
| 40    | 0 a 4   | 28    |

## Economia
El 2007 la població en edat de treballar era de 953 persones, 663 eren actives i 290 eren inactives. De les 663 persones actives 619 estaven ocupades (344 homes i 275 dones) i 44 estaven aturades (25 homes i 19 dones). De les 290 persones inactives 93 estaven jubilades, 98 estaven estudiant i 99 estaven classificades com a «altres inactius».

### Ingressos
El 2009 a Saint-Rémy-l'Honoré hi havia 512 unitats fiscals que integraven 1.371 persones, la mediana anual d'ingressos fiscals per persona era de 31.965 €.

### Activitats econòmiques
Dels 78 establiments que hi havia el 2007, 2 eren d'empreses de fabricació de material elèctric, 3 d'empreses de construcció, 13 d'empreses de comerç i reparació d'automòbils, 3 d'empreses de transport, 2 d'empreses d'hostatgeria i restauració, 3 d'empreses d'informació i comunicació, 8 d'empreses financeres, 8 d'empreses immobiliàries, 22 d'empreses de serveis, 9 d'entitats de l'administració pública i 5 d'empreses classificades com a «altres activitats de serveis».
Dels 10 establiments de servei als particulars que hi havia el 2009, 1 era un guixaire pintor, 1 electricista, 1 empresa de construcció, 1 perruqueria, 1 restaurant i 5 agències immobiliàries.
L'únic establiment comercial que hi havia el 2009 era una botiga de menys de 120 m².
L'any 2000 a Saint-Rémy-l'Honoré hi havia 7 explotacions agrícoles.

## Equipaments sanitaris i escolars
L'únic equipament sanitari que hi havia el 2009 era un hospital de tractaments de mitja durada (seguiment i rehabilitació).
El 2009 hi havia una escola elemental.

## Poblacions més properes
El següent diagrama mostra les poblacions més properes.